# Aghram Nadharif
Aghram Nadharif (berberisch: Stadt des Alaun) ist eine archäologische Stätte 10 km südlich der Stadt Ghat in Fessan ganz im Westen von Libyen. Es handelt sich um die Reste einer Festung der Garamanten.
Die Festung oder das befestigte Dorf wurden aus Stein auf einem Hügel errichtet. Die Anlage ist etwa 155 m lang und 55 m breit. Sie besteht aus einer Mauer, die einst etwa 2,5 m hoch und 2 m breit war. Es gab mindestens zwei Türme, die heute noch gut 4,5 m hoch anstehen. Vielleicht gab es noch zwei weitere Türme, doch sind deren Reste zu schlecht erhalten, um sicher identifiziert zu werden. Es gab vier Tore. Das Innere der Festung war dicht bebaut mit kleinen Häusern, die meist jeweils zwei Räume hatten. Der Ort war vom ersten bis vierten nachchristlichen Jahrhundert bewohnt. Etwa 250 Menschen lebten hier. Der Ort wurde zu einem kleinen Teil ausgegraben. 
Nahe der Siedlung lag ein Friedhof mit etwa 500 Hügelgräbern. Hier wurde eine römische Münze gefunden, die 303 n. Chr. geprägt wurde. 
Es handelt sich um eine der größten bekannten garamantischen Siedlungen.